# Aninri
Aninri è una delle diciassette aree a governo locale (local government areas) in cui è suddiviso lo Stato di Enugu, nella Repubblica Federale della Nigeria. Si estende su una superficie di 364 km² e conta una popolazione di 133.723 abitanti.